# Миш Володимир Михайлович
Володимир Михайлович Миш (16 січня 1873, місто Санкт-Петербург, тепер Російська Федерація — 31 грудня 1947, місто Новосибірськ, тепер Російська Федерація) — російський і радянський вчений, професор Томського університету, професор та завідувач кафедри хірургії інституту вдосконалення лікарів і Новосибірського державного медичного інституту. Дійсний член Академії медичних наук СРСР (1945). Депутат Верховної Ради СРСР 1—2-го скликань.

## Біографія
Народився 4 (16) січня 1873 року в родині юриста. Батько, Михайло Гнатович Миш, народився в містечку Корець Волинської губернії, закінчив юридичний факультет Київського університету, працював присяжним повіреним у Санкт-Петербурзі. Мати, Людмила Альфонсівна, не працювала.
Закінчив 6-у гімназію в Санкт-Петербурзі. Вступив до Військово-медичної академії та закінчив її в 1895 році, здобувши спеціальність лікаря. На 4-му курсі був удостоєний золотої медалі за роботу «Панкреатичний діабет, його патогенез та клініка» (1894). Залишився при Військово-медичній академії лікарем для вдосконалення при кафедрі академічної хірургічної клініки професора Вельямінова. З 1895 року — професорський стипендіат. У 1898 році захистив у Військово-медичній академії докторську дисертацію «Herniae vaginales unguinales у дитячому віці».
У 1898 році, як військовий лікар, який навчався на казенну стипендію, Володимир Миш отримав призначення до Калузького місцевого військового лазарету на посаду молодшого лікаря, де працював до 1901 року.
У 1901 році за конкурсом обраний екстраординарним професором на кафедрі теоретичної хірургії Томського університету, а в 1907 році — ординарним професором. Одночасно в 1901—1919 роках — завідувач та консультант хірургічної лікарні Томської громади сестер милосердя Червоного Хреста. З 1909 по 1930 рік очолював кафедру хірургічної факультетської клініки в Томську. Був консультантом хірургічних відділень інституту фізіотерапії, військового госпіталю, гінекологічної лікарні та Томської залізничної лікарні, керував хірургічною предметною комісією Томського університету.
Під час Першої світової війни був направлений на фронт для роботи в польових шпиталях російської армії, потрапив у 1914 році в полон. У 1915 році повернувся з австрійського полону і знову працював хірургом в російській імператорській армії. Під час громадянської війни був професором-консультантом Томського військового госпіталю. У 1926 році В. Миш на півроку з науковою метою виїжджав до США.
У 1927 році в Томську було організовано інститут удосконалення лікарів, першим професором якого став Володимир Миш. У 1932 році разом з інститутом він переїхав до Новосибірська, де організував першокласну клініку на 150-180 ліжок. У 1935 року на базі інституту вдосконалення лікарів було створено Новосибірський державний медичний інститут, які працювали паралельно. Володимир Миш беззмінно керував Науковим товариством хірургів Новосибірська, організатором якого був.
Член ВКП(б) з 1940 року.
У 1946 році Володимира Миша обрали почесним головою Новосибірського хірургічного товариства. Також був обраний почесним членом Московського, Ленінградського та інших хірургічних наукових товариств, а 1946 році — почесним членом Всесоюзної асоціації хірургів.
Під час німецько-радянської війни лікував поранених у евакогоспіталях, брав участь у роботі госпітальних та міжшпитальних конференціях та обласної госпітальної ради. Наприкінці війни В. Миш випустив книгу «До історії військової хірургії» та другий том «Нариси хірургічної діагностики» (пухлини живота), які стали цінними діагностичними посібниками. У 1947 році завершив написання третього тому «Нарисів хірургічної діагностики».
Опублікував 137 праць, присвячених актуальним питанням хірургії нирок, черепно-мозкової та черевної хірургії. Ним було проведено 30 тисяч операцій, підготовано тисячі учнів, серед яких багато хто зайняв чільне місце у вітчизняній хірургії (Г. Мухадзе, К. Черепнін, М. Рабінович, Б. Фукс, В. Левіт, С. Шнейдер та ін).
Помер 31 грудня 1947 року після нетривалої, але важкої хвороби. Похований на Заєльцовському цвинтарі Новосибірська, ділянка 37.

## Звання
- статський радник (1905)

## Нагороди
- орден Святого Володимира IV ступеня (1914)
- орден Святої Анни ІІ ступеня (1909)
- орден Святої Анни ІІІ ступеня (1906)
- орден Святого Станіслава II ступеня
- орден Святого Станіслава III ступеня (1901)
- срібна медаль на згадку про царювання Імператора Олександра III
- світло-бронзова медаль на згадку про 300-річчя царювання Династії Романових
- знак Червоного Хреста
- два ордени Леніна
- орден Трудового Червоного Прапора (1942)
- медаль «За доблесну працю у Великій Вітчизняній війні 1941—1945 рр.»
- медаль «За трудову доблесть»
- заслужений діяч науки РРФСР (1934)